# Lauro Rodrigues
Lauro Pereira Rodrigues (Distrito de Santo Amaro do Sul, 1918 — 17 de dezembro de 1978) foi um poeta, radialista e político brasileiro.

## Biografia
Casado com Vanda Barreto Rodrigues, com quem teve um filho homem, Moises Camilo Rodrigues, e duas filhas mulheres, sendo sua primogênita Nalú Pereira Rodrigues.
Era irmão do escritor Francisco Pereira Rodrigues.
Foi membro da Estância da Poesia Crioula, tendo editado os livros "Senzala Branca", "Canção das Águas Prisioneiras" (obra dedicada ao Rio Jacuí, onde viria morrer afogado com outras cinco pessoas quando faziam a travessia num pequeno barco a motor, durante comemorações por sua reeleição a deputado federal), entre outros. Exerceu atividades de jornalista, radialista e político; foi vereador em Porto Alegre e deputado federal pelo Rio Grande do Sul.
Em 1935 apresentou na Rádio Sociedade Gaúcha o primeiro programa de atrações regionalistas no Rio Grande do Sul, Campereadas, no qual surgiu Pedro Raymundo.
Em 1958 Lauro Rodrigues volta ao rádio de segunda a sexta, das 8h30 às 9h30, no programa Roda de Chimarrão na Rádio Farroupilha que, além da ênfase no tradicionalismo, falava de assuntos rurais e urbanos de Porto Alegre. Alguns anos mais tarde relançaria o programa Roda de Chimarrão na então Rádio Difusora, predecessora da Rádio Bandeirantes em Porto Alegre.

## Obras

### Poesias
- Invernada Vazia, Ed. Coruja, 1944
- Minuano , Ed. Livraria do Globo, 1944
- A ronda dos sentimentos, Ed. Globo,  1944
- Senzala Branca, Chirus, Ed. 3 Xirus, 958
- A canção das águas prisioneiras, Martins Livreiro, 1978

### Ciencia política
- Aniversário da Revolução Farroupilha . Imprensa Nacional, 1972
- Rio Grande do Sul Terra e Povo
- A Evolução do Homem
- Decadência da Dignidade